# Карташов, Вадим Николаевич
Вади́м Никола́евич Карташо́в (20 декабря 1930, Кожласола, Звениговский кантон, Марийская автономная область, Горьковский край, СССР — 20 марта 2008, Йошкар-Ола, Республика Марий Эл, Россия) — советский и российский журналист, публицист, поэт, общественный деятель, член Союза журналистов СССР. Главный редактор ведущей газеты Республики Марий Эл — газеты «Марийская правда» (1965—1991). Председатель Союза журналистов Марийской АССР (1962—1987). Заслуженный работник культуры РСФСР (1971). Лауреат Государственной премии Марийской АССР (1977). Награждён дипломом Союза журналистов Марий Эл «Журналист века» (2002).

## Биография
Родился в крестьянской семье. Окончил школу в родной деревне, учился в Поволжском лесном техникуме (ныне — МарГТУ), в 1949—1953 годах обучался на историческом факультете МГПИ им. Н. К. Крупской.
В 1956—1959 годах был первым секретарём Йошкар-Олинского горкома ВЛКСМ. Затем работал заведующим отделом, заместителем редактора газеты «Молодой коммунист».
С 1959 года — журналист газеты «Марийская правда», в 1965—1991 годах — главный редактор этой газеты. Руководил объединённой редакцией республиканских газет «Марийская правда» и «Марий коммуна».
Умер 20 марта 2008 года в Йошкар-Оле.

## Литературная деятельность
Является автором около 3 тысяч публикаций, более 20 книг очерков, документальных повестей и рассказов, поэтических сборников.
Написал несколько публицистических книг («Летопись полувека», «Октябрьская повесть», «Шаги созидания», «На земле Марий Эл» и др.).
Увлекался и поэзией: в 1999 году вышел в свет его сборник стихотворений «Путь к себе».

## Общественная деятельность
Первый секретарь Йошкар-Олинского горкома ВЛКСМ (1956—1959).
Член бюро Марийского обкома КПСС.
Депутат Верховного Совета Марийской АССР VII—XI созывов (1967—1990). Более 10 лет руководил депутатской комиссией по делам молодёжи.
Около 25 лет был председателем марийского Союза журналистов, наставник нескольких поколений журналистов республики.

## Память
В 2010 году в Йошкар-Оле на доме, где жил и работал В. Н. Карташов (Ленинский проспект, 27а), была установлена мемориальная доска.

## Звания и награды
- Заслуженный работник культуры РСФСР (1971)[1]
- Государственная премия Марийской АССР (1977)[1][5]
- Орден «Знак Почёта» (1966, 1971)[1]
- Золотая медаль ВДНХ[2]
- Серебряная медаль ВДНХ[2]
- Почётная грамота Президиума Верховного Совета Марийской АССР (1965, 1980)[1]
- Диплом Союза журналистов Марий Эл «Журналист века» (2002)[1]

## Основные произведения
Далее представлены основные произведения В. Карташова.
- На земле Марий Эл. — М., 1982. — 192 с.
- Десятая высота: рассказы, очерки / под ред. В. Н. Карташова. — Йошкар-Ола, 1977. — С. 9—40, 165—184, 195—222.
- Стихи // Дружба. — Йошкар-Ола, 1978. — С. 84—86.
- Октябрьская повесть: рассказы, очерки / под ред. В. Н. Карташова. — Йошкар-Ола, 1980. — С. 5—48, 189—229.
- Шаги созидания: рассказы, очерки / под ред. В. Н. Карташова. — Йошкар-Ола, 1981. — С. 3—31, 184—207, 227—262.
- Путь к себе: стихи. — Йошкар-Ола, 1998. — 144 с.
- Впечатления: стихи // Русское слово Марий Эл. — Йошкар-Ола, 2004. — С. 128—130.